# Les Llaus (Abella de la Conca)
Les Llaus, és un indret del terme municipal d'Abella de la Conca, al Pallars Jussà.
Està situat prop de l'extrem sud-occidental del terme municipal, a la dreta del riu d'Abella, al sud-oest del Tossal del Gassó i al sud-est del Tossal de la Doba. Està constituït per un conjunt de llaus a la capçalera del barranc de l'Esmolet, a ponent del Serrat del Corb. Pertany a la partida de les Vielles.

## Etimologia
Es tracta d'un topònim romànic de caràcter descriptiu: el lloc està solcat per tot un conjunt de llaus.

## Restes paleontològiques
Unes prospeccions arqueològiques efectuades a les Llaus, a la dreta del barranc dels Anglesos, van permetre de trobar-hi dents de Pararhabdodon isonensis o de Koutalisaurus kohlerorum, del cretaci superior; és a dir, els dinosaures dels quals es té constància que havien viscut a la Conca Dellà. El lloc està catalogat a Patrimoni de la Generalitat de Catalunya amb el nom de Jaciment del barranc dels Anglesos, o de les Llaus.